# 达杭阿
达杭阿（？—？），属满洲八旗，黑龙江省龙江府人，清朝末年政治人物。

## 生平
达杭阿是龙江府人。清朝末年，任蓝翎候选直隶州知州。后来出任黑龙江谘议局议员、资政院议员。